# زخرط جزائري
الزخرط الجزائري أو الغاجية الجزائرية أو الذُّبَحُ الجزائري (باللاتينية: Gagea algeriensis) أو (باللاتينية: Gagea cossoniana) نوع نباتي يتبع جنس الزخرط من الفصيلة الزنبقية.

## الموطن والانتشار
النبات واطن في المغرب العربي وإسبانيا.